# Tetranychus pueraricola
Tetranychus pueraricola är en spindeldjursart som beskrevs av Ehara och Toshikazu Gotoh 1996. Tetranychus pueraricola ingår i släktet Tetranychus och familjen Tetranychidae. Inga underarter finns listade i Catalogue of Life.